# Blauet nan de Luzon
El blauet nan de Luzon (Ceyx melanurus) és una espècie d'ocell de la família dels alcedínids (Alcedinidae) que habita els boscos de les illes Luzon, Polillo, Catanduanes, Samar, Leyte, Mindanao i Basilan, a les Filipines.